# Bothriothorax
Bothriothorax is een geslacht van vliesvleugeligen uit de familie Encyrtidae. De wetenschappelijke naam van dit geslacht is voor het eerst geldig gepubliceerd in 1844 door Ratzeburg.

## Soorten
Het geslacht Bothriothorax omvat de volgende soorten:
- Bothriothorax altensteinii Ratzeburg, 1844
- Bothriothorax aralius (Walker, 1837)
- Bothriothorax arceanus (Walker, 1837)
- Bothriothorax californicus Howard, 1895
- Bothriothorax callosus Thomson, 1876
- Bothriothorax claridgei Khlopunov, 1980
- Bothriothorax clavicornis (Dalman, 1820)
- Bothriothorax cyaneus Nikol'skaya, 1952
- Bothriothorax faridi Kamal, 1926
- Bothriothorax flaviscapus Girault, 1915
- Bothriothorax ghesquieri Ferrière, 1956
- Bothriothorax icelos Trjapitzin, 1967
- Bothriothorax igneus Nikol'skaya, 1952
- Bothriothorax intermedius Claridge, 1964
- Bothriothorax kasparyani Khlopunov, 1979
- Bothriothorax kazirangaensis Hayat & Singh, 2002
- Bothriothorax koponeni Khlopunov, 1984
- Bothriothorax macroglenes Ashmead, 1888
- Bothriothorax mayri Mercet, 1921
- Bothriothorax nigricornis Xu & He, 2003
- Bothriothorax nigripes Howard, 1895
- Bothriothorax noveboracensis Howard, 1895
- Bothriothorax paradoxus (Dalman, 1820)
- Bothriothorax peculiaris Howard, 1885
- Bothriothorax phineus Trjapitzin, 1967
- Bothriothorax proximus Nikol'skaya, 1952
- Bothriothorax rotundiformis Howard, 1895
- Bothriothorax serratellus (Dalman, 1820)
- Bothriothorax trichops Thomson, 1876
- Bothriothorax trjapitzini Khlopunov, 1980
- Bothriothorax virginiensis Howard, 1885
- Bothriothorax wichmani Ferrière, 1956